# Podgorje (Virovitica)
Podgorje je naselje u Republici Hrvatskoj, u sastavu Grada Virovitice, Virovitičko-podravska županija. Na jugozapadnom dijelu virovitičkog vinogorja još prije 1880. godine razvilo se mjesto Kozja glava – današnje Podgorje. Prvi put se navodi u popisu Virovitice 1880., a 1890. obavljen je popis stanovništva u Virovitici i prema tim spisima navodi se da u Kozjoj Glavi (Podgorju) ima 11 kuća i 43 stanovnika. Godine 1931. u Podgorju već živi 437 stanovnika. 

## Stanovništvo
Prema popisu stanovništva iz 2001. godine, naselje je imalo 827 stanovnika te 290 obiteljskih kućanstava.
| broj stanovnika |       |       |       |       |       |       |       |       |       |       |       | 701   | 733   | 779   | 827   | 833   | 737   |
|                 | 1857. | 1869. | 1880. | 1890. | 1900. | 1910. | 1921. | 1931. | 1948. | 1953. | 1961. | 1971. | 1981. | 1991. | 2001. | 2011. | 2021. |

## Šport
- NK Podgorje

## Vanjske poveznice
- Mjesni odbor Podgorje virovitica.hr